# 赤競
赤競（あかけい）とは、関東地方南部で発売されている競輪予想紙である。一部550円（2015年元日から。それまでは500円）。株式会社日刊プロスポーツ新聞社が発行する。

## 概要
元々は「競輪新聞」として1949年の大宮競輪場開設と同時に創刊。創刊当初から赤い文字の題字を使用していたことから、ファンの間で「赤競」の通称で知られるようになり、後に通称の「赤競」を正式な新聞名として使用するようになった。ただし、「競輪新聞」の題字は2014年現在も使用している。
創業者の月岡朝太郎が戦前に自転車選手の経験があり、当時の自転車選手の力関係にも通じていたため、競合する他紙と比べ予想の精度に優れ、競輪ファンの間で支持を拡大したと言われている。
「赤競」は競輪予想紙の中でも、ネット、コンビニを利用した販売経路を多用した買いやすさを売りにしている。
なお発行元は「赤競」以外にもプロスポーツという週刊の競輪情報紙も発行していた。
ライバル紙は「青競（あおけい・アオケイ）」。
赤競の予想印は強い順から◎、○、×、△、▲、注　の順。

## 発行エリア
主に東京都と南関東自転車競技会の一部が中心だが、記念競輪以上のグレードであると全国に広がる。
発行競輪場は次の通り
- 大宮競輪場（埼玉県）
- 取手競輪場（茨城県）
- 立川競輪場、京王閣競輪場（東京都）
- 松戸競輪場、千葉競輪場（千葉県） - 千葉競輪場は赤競のみの発売
- 川崎競輪場（神奈川県）
- いわき平競輪場（福島県） - いわき市の地元企業と提携をして発行
- 小倉競輪場（福岡県）のナイター開催
- 全場のGⅢ以上の開催レース

## 販売方法
競輪予想紙は通常、駅や競輪場の売店で購入するのが主だが、この会社では多様な販売方法をとっている。
- 赤競.NET - ネットを通じPDFファイルで販売。1レース60円から購入出来る。
- 赤競CNET（コンビニネット） - セブン-イレブンにある端末にてダウンロード販売。
- FAX-NET赤競